# Tournefortia puberula
Tournefortia puberula är en strävbladig växtart som beskrevs av John Gilbert Baker. Tournefortia puberula ingår i släktet Tournefortia och familjen strävbladiga växter. Inga underarter finns listade i Catalogue of Life.